# Caio Mourão
Caio Alonso Mourão (São Paulo, 1933 — Rio de Janeiro, 2005) foi um artista, pintor e escultor brasileiro, como joalheiro foi o introdutor do conceito da jóia de arte no Brasil.

## Biografia
Caio foi aluno de Aldo Bonadei e colaborador de Antonio Bandeira e Di Cavalcanti em vários painéis.
Pintor e desenhista, expôs na II Bienal de São Paulo.
Em 1956 inicia-se em Joalheria.
Em 1957 muda-se para o Rio de Janeiro e se torna carioca por adoção.
Em 1959 participa da criação da revista Senhor.
Em 1963 ganha o 1º Prêmio Internacional de Joalheria na VII Bienal de São Paulo.
Em 1968 viaja para Paris a convite de Pierre Cardin e lá trabalha como designer de jóia.
Um ano depois, vai lecionar design em Portugal, convidado pelo Ministério dos Estrangeiros. Com os portugueses aprende técnicas de fundição e prataria pesada.
De volta ao Brasil, no fim de 1969, começa a abrir caminho para o que veio a se chamar joalheria de autor.
Ao longo de sua carreira, realizou diversos troféus:
- Gaivota de Ouro, dos Festivais Internacionais de Canção, em 1970.
- O Troféu Sátira Urubu de Prata, concebido em parceria com o humorista Henfil, em 1971.
- E Prêmio Shell de MPB (desde 1981).

Em 1980, além da prata e do ouro, começa a utilizar aço e imãs, criando suas esculturas móveis.
A partir de 1994, sua obra ganha novas dimensões, com peças de aço inox e ferro trabalhados com solda elétrica, que chegam a 3 metros de altura.
Ao longo dos últimos anos, Caio se dividia entre a casa-atelier de Iguaba Pequena e o Atelier Mourão, em Ipanema, onde funciona a mais tradicional escola de joalheria do Brasil.
Também se dedicou a escrever crônicas para a revista Caros Amigos e publicou o livro Prata da Casa, estórias de um funileiro, em 2003.